# Irina Witaljewna Nikitina
Irina Witaljewna Nikitina (russisch Ирина Витальевна Никитина, wiss. Transliteration Irina Vital'evna Nikitina; * 21. März 1990 in Toljatti, Sowjetunion) ist eine russische Handballspielerin, die für den russischen Erstligisten GK Lada Toljatti aufläuft.

## Karriere

### Im Verein
Nikitina begann das Handballspielen im Alter von zehn Jahren in ihrer Geburtsstadt. Sie spielte zwischen 2004 und 2006 in der 3. Damenmannschaft sowie anschließend eine Saison in der 2. Damenmannschaft von GK Lada Toljatti. Im September 2007 gab die Rückraumspielerin ihr Debüt in der 1. Damenmannschaft, mit der sie in der höchsten russischen Spielklasse antrat. Mit Lada gewann sie 2008 die russische Meisterschaft sowie 2012 den EHF-Pokal. Im Sommer 2013 wechselte sie zum montenegrinischen Spitzenverein ŽRK Budućnost Podgorica. Mit Budućnost gewann sie 2014 das nationale Double und stand in der Saison 2013/14 im Finale der EHF Champions League.
Nikitina stand in der Saison 2014/15 beim russischen Erstligisten GK Astrachanotschka unter Vertrag. In der darauffolgenden Spielzeit spielte sie beim ungarischen Erstligisten Siófok KC. Nachdem Nikitina ein Jahr keinen Vertrag hatte, schloss sie sich dem russischen Erstligisten Swesda Swenigorod an. Im Jahr 2019 wechselte Nikitina zum Ligakonkurrenten GK Rostow am Don, mit dem sie 2020 die russische Meisterschaft gewann. Anschließend kehrte sie zum GK Astrachanotschka zurück. Seit dem Sommer 2021 steht Nikitina erneut bei Lada Toljatti unter Vertrag.

### In der Nationalmannschaft
Nikitina gehörte dem Kader der russischen Jugend- und Juniorinnenauswahl an. Mit diesen Auswahlmannschaften gewann sie bei der U-18-Weltmeisterschaft 2008 die Goldmedaille, bei der U-19-Europameisterschaft 2009 die Bronzemedaille sowie bei der U-20-Weltmeisterschaft 2010 die Silbermedaille. Nikitina gehört mittlerweile dem Kader der russischen Nationalmannschaft an, für die sie in zwölf Länderspielen insgesamt acht Treffer erzielte. Nikitina reiste mit der russischen Auswahl nach Frankreich zur Europameisterschaft 2018, bei der sie letztendlich keinen Einsatz hatte.